# Esacarbonilcromo
L'esacarbonilcromo o cromo esacarbonile è il composto chimico di formula Cr(CO)6. A temperatura ambiente è un solido incolore, stabile all'aria, ma ha una elevata pressione di vapore e sublima facilmente. La struttura è quella di un complesso ottaedrico; lo stato di ossidazione del cromo è zero. 

## Struttura
Cr(CO)6 è un composto molecolare. La struttura è ottaedrica, con un atomo di cromo al centro attorniato da sei leganti CO. Le distanze Cr-C e C-O sono rispettivamente di 192 e 117 pm. Il composto risulta stabilizzato da una configurazione elettronica con 18 elettroni esterni.

## Sintesi
La combinazione diretta a partire da cromo metallico e CO non porta a Cr(CO)6 come invece avviene nei casi di Ni(CO)4 e Fe(CO)5. Per la sintesi bisogna usare metodi di carbonilazione riduttiva, cioè ridurre un composto di cromo in presenza di CO. Ad esempio si può partire da CrCl3 anidro in presenza di sodio e CO sotto pressione:
CrCl3 + Na + CO → Cr(CO)6 + prodotti secondari

## Reattività
I leganti CO possono essere allontanati per via ossidativa, termica o fotolitica. Le posizioni di coordinazione rimaste libere possono essere occupate da molecole di solvente. Ad esempio, usando THF come solvente:
Cr(CO)6  +  THF  → Cr(CO)5(THF) + CO
In solventi aromatici vengono sostituiti tre leganti CO:
Cr(CO)6  +  C6H5R →  Cr(CO)3(C6H5R)  +  3CO
Tali reazioni procedono particolarmente bene con areni ricchi di elettroni come l'anisolo, usandolo sia puro che in miscele con THF e dibutiletere; quest'ultimo serve ad innalzare il punto di ebollizione della miscela. I prodotti hanno una struttura detta piano-stool (letteralmente, sgabello da pianoforte) e sono in genere solidi gialli, solubili in comuni solventi organici. L'arene può essere liberato dal cromo con iodio o per fotolisi all'aria. In genere i composti di sostituzione ottenuti da Cr(CO)6 si decompongono per esposizione all'aria.
Composti metallorganici alchilici e arilici di litio, RLi, addizionano un legante carbonile per formare complessi acilici anionici. Queste specie reagiscono con agenti alchilanti come Me3O+ per formare (OC)5Cr=C(OMe)R, un esempio di carbene di Fischer. Se R è un gruppo vinilico o arilico, il complesso carbenico risultante può reagire con acetilene per formare un nuovo anello fenolico legato al frammento cromo tricarbonile (reazione di Dötz). L'anello risulta formato dai due atomi di carbonio dell'acetilene, un carbonio di un gruppo CO, e tre atomi di carbonio del carbene vinilico. Questa reazione è importante per la sintesi di composti aromatici come la vitamina K e la vitamina E.

## Sicurezza
Come molti altri complessi carbonilici come Ni(CO)4 e Fe(CO)5, anche Cr(CO)6 è tossico e sospetto cancerogeno. Per essere un complesso metallico è anche piuttosto volatile, avendo una pressione di vapore di 133 Pa a 36 °C. Può decomporsi in modo esplosivo per riscaldamento rapido a temperature oltre 210 °C.